# Delta versicolor
Delta versicolor är en stekelart som beskrevs av Vecht 1981. Delta versicolor ingår i släktet Delta och familjen Eumenidae. Inga underarter finns listade i Catalogue of Life.